# まろ
まろ（MARO）は日本の横浜市出身ジャグラー、サーカスアーティスト。ヘブンアーティスト。ボールや刀を使ったジャグリング、アクロバット、クリスタルボール、コンテンポラリーダンスパフォーマンスなどを行う。一般社団法人国際新ジャグリング連盟代表理事。ジャグリング教室指導や海外アーティストを招聘したジャグリングワークショップ、YouTube配信など、積極的にジャグリングの講師および普及活動を行っている。

## 略歴
1989年から舞台役者として活動。劇場公演の他、全国の学校巡回公演などを行う。
2000年に肉体言語を使ったパフォーマンスに転向、フランス、スイス、ドイツのサーカス学校で研修。
2004年に文化庁新進芸術家国内研修制度国内研修員 (演劇分野:1年･コンテンポラリーダンス･日本舞踊)
2006年に文化庁新進芸術家海外留学制度研修員 (演劇分野：2年･サーカス･ドイツ)
2006年以降ロシアンスタイルのジャグリングをValantin Tovarci、Sergey Ignatovに師事しながらヨーロッパ各国のステージに多数出演。
2009年1月にジャグリング企画事務所JUUG Enterprise (ジューグエンタープライズ) 設立。
2013年3月に一般社団法人国際新ジャグリング連盟設立。
2015年2月シルク・ドゥ・ソレイユのサーカスアーティストオーディション合格(パリ)。

## 出演
- European Juggling Convention Gala / Athens GREECE
- Krystallpalast Variete / Leipzig GERMANY
- GOP.Hannova / Hannova GERMANY
- Varietespektakel / Cologne, Bonn GERMANY
- Dresdner Jonglier Convention Gala / Dresden GERMANY
- Hungarian Juggling Parade Gala / Zamardi HUNGARY
- BOU Juggling Festival Gala / Bou FRANCE
- Gialino / Athens GREECE
- Nordic Juggling Convention Gala / Malmö SWEDEN
- KOBLAKARI GRAN GALA"AYALA" / Bilbao SPAIN
- TEDｘTokyo
- 大道芸ワールドカップin静岡 2009、2010オン部門
- サディスティックサーカス2005、2017、2018
- パルケエスパーニャ・ロストレジェンドCirco de Tierra
- LED Valentino
- バベル / 映画

## 海外アーティスト招聘ジャグリングワークショップ
- ステファンシング Stefan Sing 2010
- ケルヴィンカルヴァス Kelvin Kalvus 2012
- ヴィクトルキー Viktor Kee 2015
- ステファンシング Stefan Sing 2015
- ライドディトマー Laido Dittmar 2016